# ロトの妻の塩柱

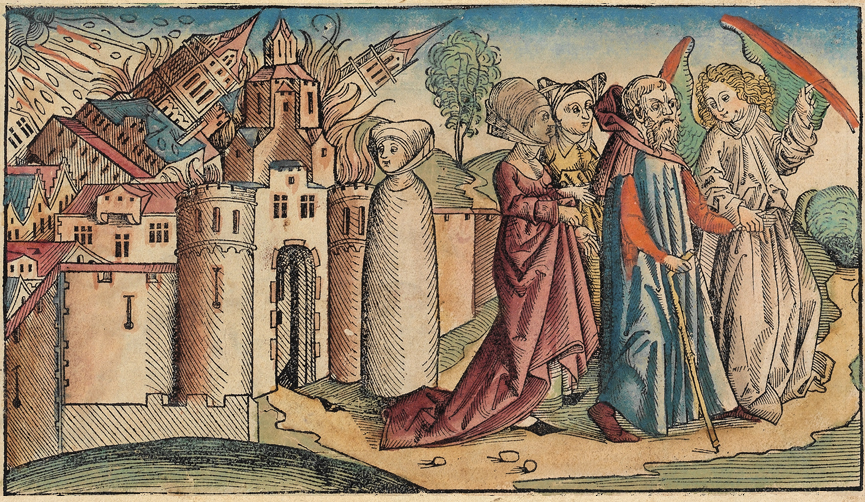
破壊されるソドムから脱出するロトと家族。言いつけを破って振り向いた妻が塩の柱になりつつある（ニュルンベルク年代記）

ロトの妻の塩柱（ロトのつまのしおばしら、英語: Pillar of Lot's wife）は、旧約聖書でソドムとゴモラの滅亡に関連した話で、ソドムから逃げる途中に振り返るなとの神の言いつけに背いたロトの妻が塩の柱にされたという伝説。現在の死海沿岸に、この塩の柱だとされる石柱が存在している。

## 概要
ロトの妻の塩柱は旧約聖書でソドムとゴモラの滅亡に関連した話で（『創世記』第19章）、ソドムの住人で唯一信仰と道徳を保っていたロトとその家族は神によって救われるが、逃げる途中には振り返るなと神に言われたのに、ロトの妻は振り返ったために塩柱にされたと言われているもの。

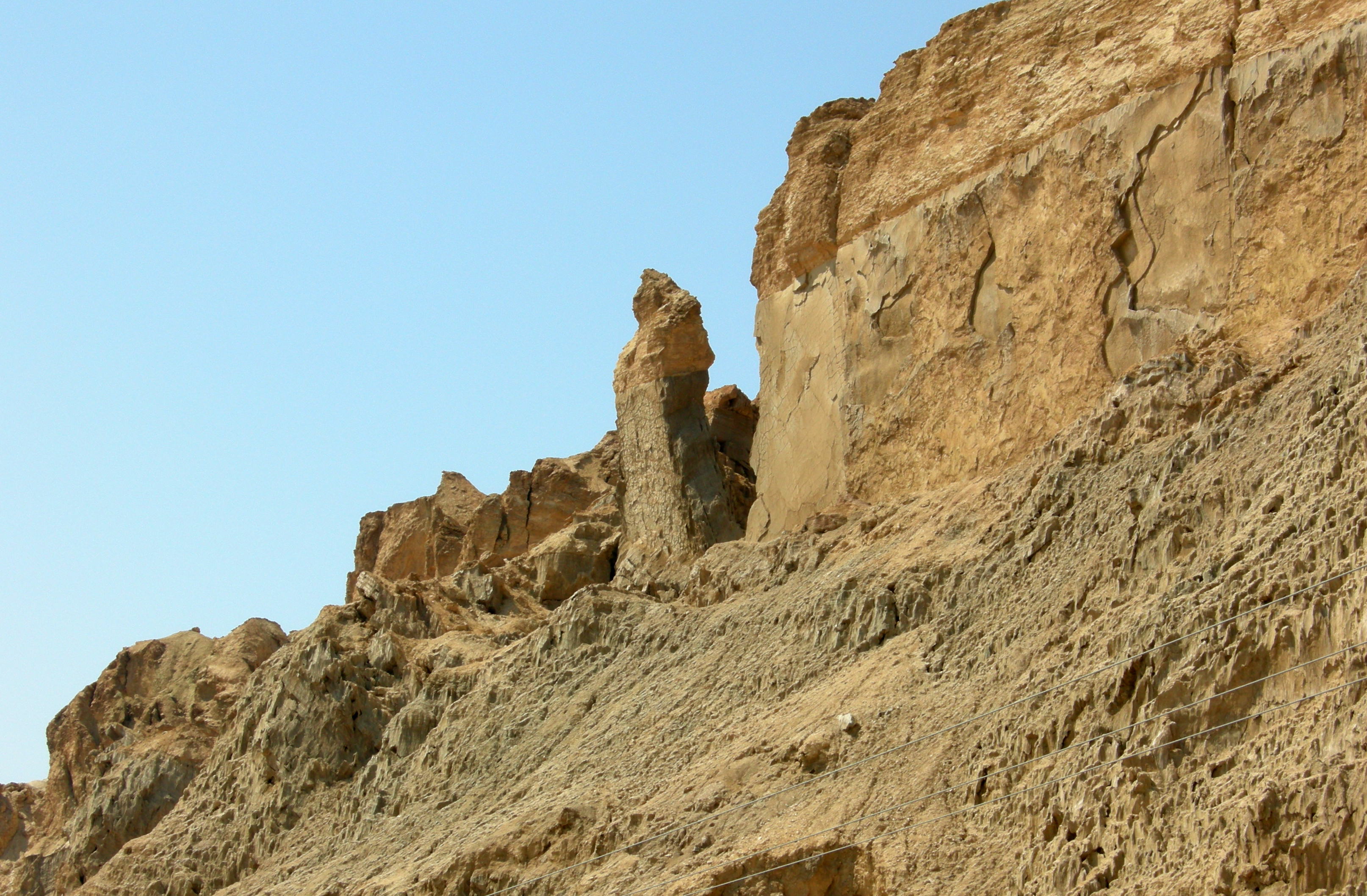
死海のほとりのソドム山にある「ロトの妻の塩柱」

ソドム市の所在については定説を見ていないが、現在のイスラエル南東部の死海の近くだったともいわれる。死海は地球上で最も塩分濃度が高い場所で、岸辺は塩が堆積した不毛の地となっている。その死海西岸の公道90号線に沿ったソドム山の上に、女性の立像にも見える自然の石柱がある。エン・ボケックのすぐ南にあり、現在は観光地にもなっている。

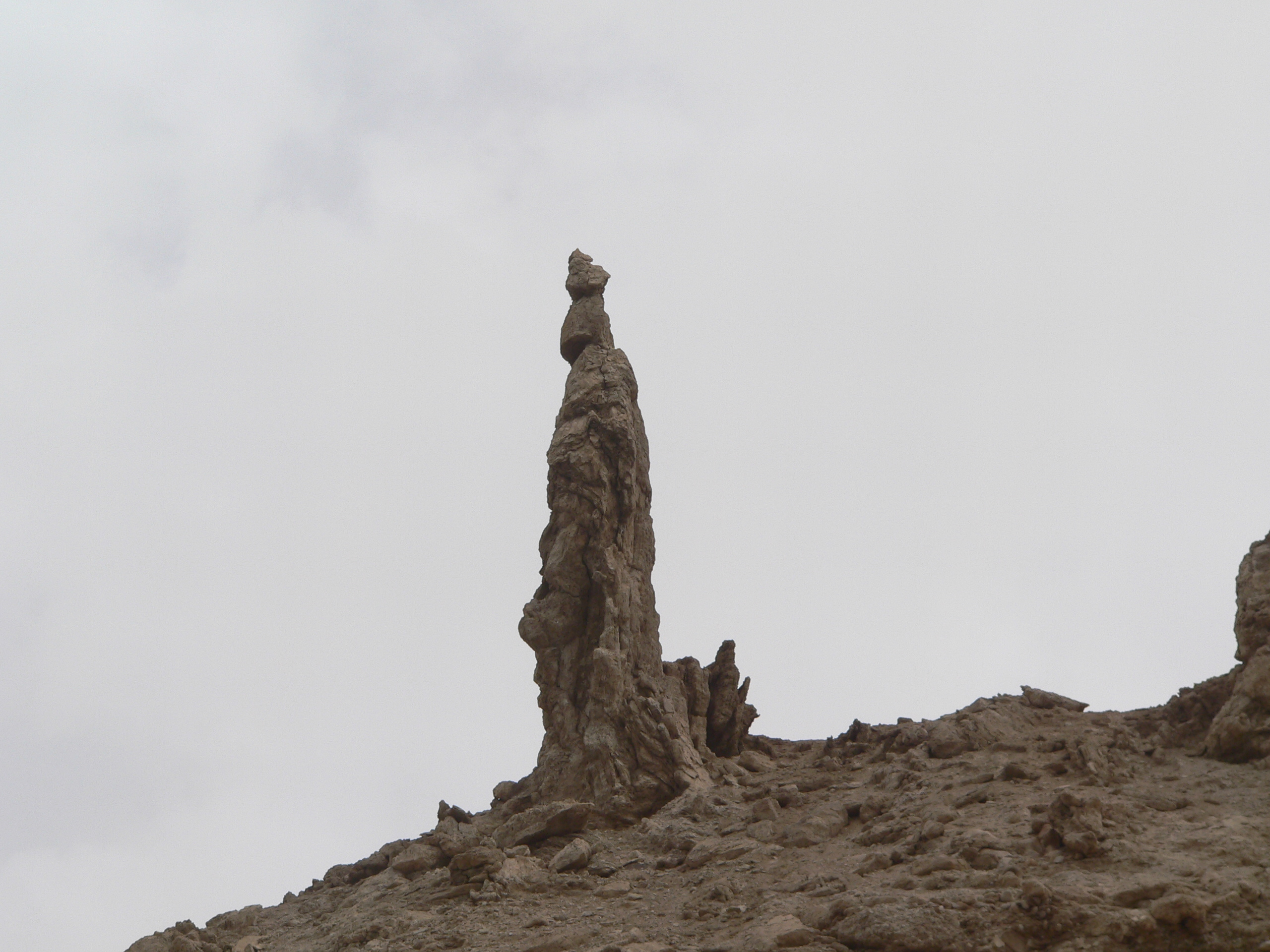
聖ロト修道院の「ロトの妻の塩柱」

また、ヨルダン側の死海の岸近くに、ロトが逃れてきた土地との伝説がある聖ロト修道院遺跡にもロトの妻の塩柱と呼ばれる立石がある。
この他にも、世界各地にある立石にロトの妻の名が冠されたものがある。